# ماسایوکی موری
ماسایوکی موری (انگلیسی: Masayuki Mori؛ ۱۳ ژانویهٔ ۱۹۱۱ – ۷ اکتبر ۱۹۷۳) هنرپیشه اهل ژاپن بود. وی بین سال‌های ۱۹۳۱ تا ۱۹۷۳ میلادی فعالیت می‌کرد.
از فیلم‌هایی که وی در آن نقش داشته است، می‌توان به راشومون، اوگتسو مونوگاتاری، ابله، بوشیدو، حماسه سامورایی، آدم بد راحت می‌خوابد، سانشیرو سوگاتا قسمت دوم، ابرهای شناور، نامه عاشقانه و قلب اشاره کرد.